# Stormyrtjärnen (Burträsks socken, Västerbotten, 716746-169971)
Stormyrtjärnen är en sjö i Skellefteå kommun i Västerbotten och ingår i Rickleåns huvudavrinningsområde.